# Glaphyria tetraspina
Glaphyria tetraspina là một loài bướm đêm trong họ Crambidae.